# Murō-ji
Le Murô-ji (室生寺) est un temple bouddhique de la préfecture de Nara au Japon (à environ 25 km de l'ancienne capitale). Il est affilié à la branche Buzan du Shingon-shû. Il est également connu sous le nom de Nyonin Kôya (女人高野, « le mont Kôya pour les femmes ») depuis qu'il leur a été ouvert pour les cérémonies.

## Histoire
Le Murô-ji fut fondé en 681 mais le moine Kûkai l'aurait reconstruit en 824.

## Structure

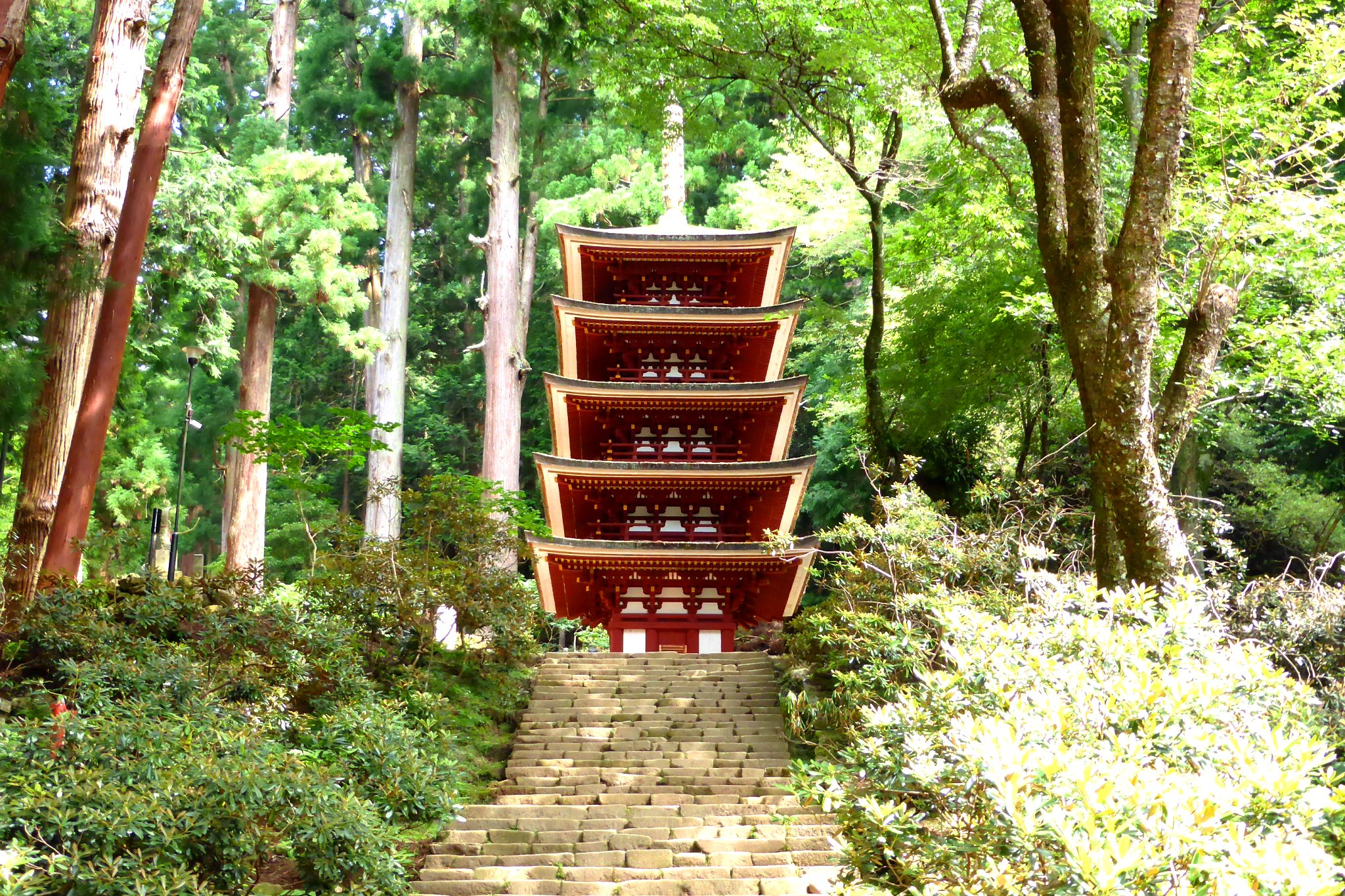
Pagode à cinq étages du Murō-ji (H. 16 m), Nara. fin -début

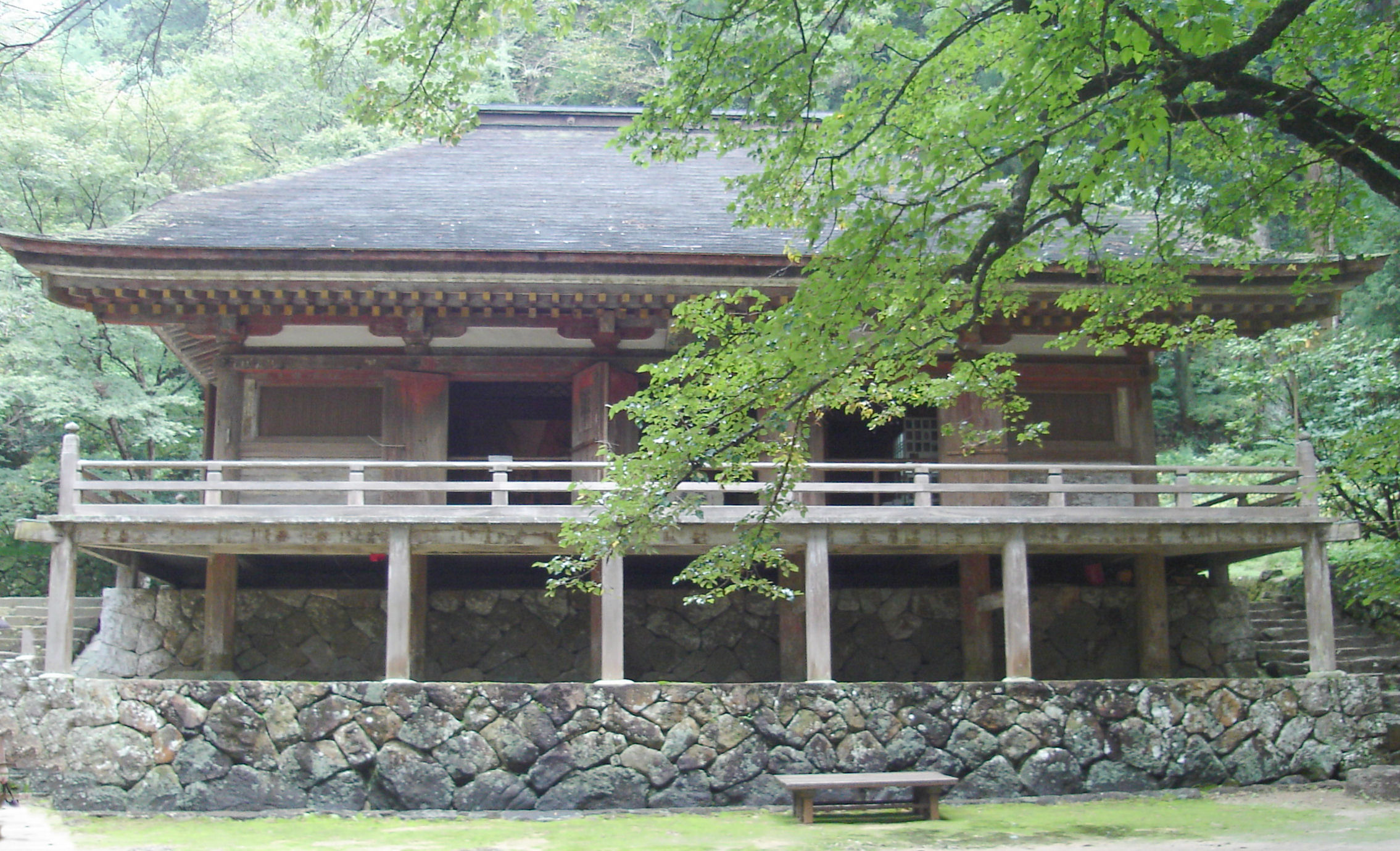
Le kondô.

Situé en pleine nature montagneuse, ses bâtiments s'échelonnent sur de petites terrasses.
- Le gojû-no-tô (五重の塔, la pagode à cinq étages), est connu pour être la plus petite pagode du Japon avec ses 16,2 m de haut et date de la fin du VIIIe siècle.
- Le kondô (金堂) date du IXe siècle.
- Le mie-dô date de l'époque Kamakura.
- Le hondô (本堂), ou kanchô-dô (灌頂堂), date du XIIIe siècle.
- Le raidô (礼堂) date de 1672.
- Miroku-dô (弥勒堂) date du IXe siècle.
- Un pont-tambour (太鼓橋, taiko-bashi) se trouve au pied des marches allant vers le temple.

On peut aussi y trouver de nombreux objets d'art. Le musée Homotsuden a ouvert en septembre 2020; il présente 25 statues et objets bouddhistes, dont des "trésors nationaux".